# Saint-Priest, Rhône
Saint-Priest este un oraș în Franța, în departamentul Rhône, în regiunea Rhône-Alpes. Orașul face parte din Metropola Lyon 
Saint-Priest este o comună în departamentul Rhône din sud-estul Franței. În 2009 avea o populație de 41.751 de locuitori.

## Evoluția populației
| An        | 1975   | 1982   | 1990   | 1999   | 2006   | 2009   |
| --------- | ------ | ------ | ------ | ------ | ------ | ------ |
| Populație | 36.734 | 42.677 | 41.876 | 40.974 | 40.746 | 41.751 |